# Agrotis mariaeludovicae
Agrotis mariaeludovicae là một loài bướm đêm trong họ Noctuidae.